# 毛利親信
毛利 親信（もうり ちかのぶ、嘉永2年1月10日（1849年2月2日） - 明治18年（1885年）5月23日）は、長州藩一門家老である右田毛利家の12代当主。
子に村上藤枝。養子は毛利祥久。通称は常太郎、内匠、藤内。

## 生涯
嘉永2年（1849年）、長州藩士村上惟庸（むらかみ これつね）の長男として生まれる。惟庸（村上兼助とも）は右田毛利家10代毛利房顕の次男で能島村上家の養子となっていた。
祖父・房顕の跡を継いでいた毛利元亮（元統）の養子となる。藩主・毛利敬親より偏諱を受けて親信と名乗る。慶応2年（1866年）幕府による第二次長州征討を受けた際には、総督として石州口防衛にあたる。慶応3年（1867年）藩主・毛利敬親の命で、藩兵を率いて入京。慶応4年（1868年）鳥羽・伏見の戦いに参加し勝利を収める。北越戦争、会津戦争にも参加して戦功を立てる。明治元年（1868年）、朝廷より禁裏守護の功績を賞される。
大阪で仏式兵法を伝習し、明治3年（1870年）、藩費でフランスに留学、私塾で法律学を学ぶ。明治6年（1873年）には、岩倉使節団としてフランス入りした木戸孝允とパリの歯科医に通ったことが『木戸孝允日記』に記されている。明治7年（1874年）に帰国し、明治11年（1878年）第百十国立銀行が開設されると頭取となる。その後、肺結核に倒れ、下関で療養に努めていたが、明治18年（1885年）5月23日に死去した。享年37。
家督は、養父元亮の子の祥久が相続し、親信の戊辰戦争の功績により、明治30年（1897年）に男爵に叙された。実子の藤枝は実家・村上家の養子（当主は惟庸または親信の弟か）となった。